# Rahul Bose
Rahul Bose (bengalski: রাহুল বসু; marathi: राहुल बोस; ur. 27 lipca 1967 w Bangalore) – indyjski aktor, scenarzysta filmowy, działacz społeczny (zaangażowany w pomoc charytatywną m.in. na rzecz ofiar tsunami i na rzecz pokoju), także gracz rugby (grał w reprezentacji Indii). Rahul Bose spędził dzieciństwo w Kalkucie (w Zachodnim Bengalu), potem przeprowadził się z rodziną do Mumbaju (jego starsza siostra Anuradha jest żoną Tariq Ansari właściciela i dyrektora „Mid-Day Multimedia”, znaczącego centrum medialnego w Mumbaju). Podczas studiów zajęty boksem, rugby i działalnością teatralną.
Gra w filmie niezależnym i komercyjnym bollywoodzkim.Debiutował w 1994 w filmie  English, August. Za grę nagrodzony na międzynarodowych festiwalach: podczas „Palm Springs International Film Festival” nagrodą John Schlesinger Award - za Everybody Says I'm Fine! (2001 - był też scenarzystą i reżyserem tego filmu) i podczas MFF w Singapurze w 2000 roku srebrną nagrodą za Split Wide Open. Duże uznanie krytyków przyniósł mu też film Mr. and Mrs. Iyer.

## Filmografia
- Winds of Change 2012
- I Am 2011
- The Japanese Wife 2010
- Antaheen 2009
- Before the Rains 2008
- Tahaan 2008
- Shaurya 2008
- Kaalpurush 2008
- Chain Kulii Ki Main Kulii 2007
- Pyaar Ke Side Effects 2006
- Anuranan 2006
- 15 Park Avenue 2005
- Kalpurush 2005
- Silsilay 2005
- White Noise 2004
- Piękna kurtyzana (Chameli) 2004
- Ek Din 24 Ghante 2003
- Mumbai Matinee 2003
- Jhankaar Beats 2003
- Mr. and Mrs. Iyer 2002
- Everybody Says I'm Fine! 2001 - aktor, scenarzysta i reżyser
- Thakshak 1999
- Split Wide Open 1999 (wyreż. przez Dev Benegal)
- Bombay Boys 1998
- „A Mouthful of Sky” 1995 TV-Series
- English, August 1994 (wyreż. przez Dev Benegal)